# Hortense Anda-Bührle
Hortense Anda-Bührle (Zürich, 18 mei 1926 – 16 mei 2014) was een Zwitserse onderneemster.

## Biografie
Hortense Anda-Bührle was een dochter van de industrieel en kunstverzamelaar Emil Georg Bührle en Wilhelmine Charlotte Schalk, en een zus van van de ondernemer en veldhandballer Dieter Bührle. Ze liep school aan de Alpenschool van Ftan en de Saint-Georgesschool in Clarens. In 1964 trouwde ze met de toen wereldberoemde Hongaarse concertpianist Géza Anda (1921-1976). Hun zoon Gratian Anda, een van de rijkste ondernemers van Zwitserland, werd geboren in 1969. 
In 1953 werd ze erfgename en aandeelhoudster van Oerlikon Contraves. Ze zetelde in de raden van bestuur van Oerlikon-Bührle Holding AG, Bally International AG en Ihag Holding AG. Daarnaast speelde ze een belangrijke rol in diverse culturele stichtingen, zoals de stichting Géza Anda voor jonge pianisten en de stichting Goethe voor de kunsten en de wetenschap. In 1960 was ze mede-oprichtster en later voorzitster van de Sammlung E. G. Bührle, een stichting waaraan de erfgenamen van Emil Georg Bührle een groot deel van diens kunstcollectie schonken, om deze toegankelijk te maken voor het publiek.
- Base de données des élites suisses: 54175
- Bibliothèque nationale de France: cb14793142q (data)
- Gemeinsame Normdatei: 133234746
- Historisch woordenboek van Zwitserland: 044016
- International Standard Name Identifier: 0000 0000 5200 045X
- Library of Congress Control Number: nr91002671
- Virtual International Authority File: 77498059
- WorldCat: E39PBJp68RXYyG47ghWkmctHYP